# 107e bataillon de tirailleurs sénégalais
Le 107e bataillon de tirailleurs sénégalais (107e BTS) est un bataillon français des troupes coloniales.

## Création et différentes dénominations
- Formation du 107e bataillon de tirailleurs sénégalais

## Historique des garnisons, combats et batailles du107eBTS
- 01/08/1918: Le bataillon passe une compagnie en renfort au 77e BTS, qui deviendra la 3e compagnie de ce dernier

### Sources et bibliographie
Mémoire des Hommes